# Andrés Ramiro Escobar
Andrés Ramiro Escobar Díaz (Puerto Tejada, 14 mei 1991) is een Colombiaans voetballer die bij voorkeur als vleugelspeler speelt. In 2015 werd hij door Dynamo Kiev verhuurd aan Atlético Nacional uit de Categoría Primera A.

## Clubcarrière
Escobar begon zijn carrière bij Deportivo Cali waar hij vanuit de jeugdopleiding doorstroomde naar het eerste team. Op 2 mei 2010 maakte hij als invaller tegen Envigado zijn professionele debuut. Op 8 mei maakte hij tegen Deportivo Pereira zijn eerste doelpunt voor Deportivo Cali. Datzelfde jaar maakte hij vijf doelpunten in zes wedstrijden in de Copa Colombia 2010. Op 28 augustus 2011 werd bekendgemaakt dat Escobar een vijfjarig contract had getekend bij Dynamo Kiev. Hij maakte zijn officiële debuut voor de club op 21 september 2011 in een wedstrijd voor de Oekraïense voetbalbeker tegen Kremin Krementsjoek.
In 2012 keerde Escobar als huurling terug bij Deportivo Cali. Hij verbleef daar twee seizoenen op huurbasis en maakte in die twee seizoenen in vijfendertig competitiewedstrijden vijf doelpunten. Op 30 juni 2013 keerde hij terug bij Kiev. Hij werd opnieuw verhuurd, dit keer aan het Franse Évian. Daar speelde hij in vijf competitiewedstrijden waarin hij niet scoorde. Escobars volgende bestemming was FC Dallas waar hij opnieuw op huurbasis naartoe vertrok. Op 9 maart 2014 maakte hij tegen Montreal Impact zijn debuut voor de Texaanse club.
Op 28 januari 2015 werd Escobar verhuurd aan het Colombiaanse Atlético Nacional.